# Tinariwen
Tinariwen (en touareg : « ⵜⵏⵔⵓⵏ », du tamasheq (amazigh), Tenere, le désert) est un groupe de musique touareg, originaire de Tessalit et Tamanrasset dans l'Adrar des Ifoghas, région partagée entre le Nord-Est du Mali et le Sud de l'Algérie,,,,.
Leur musique, assouf, qui signifie en tamasheq la solitude, la nostalgie, fait la synthèse entre le blues, le rock et la musique traditionnelle touareg. C'est ce que l'on peut appeler le blues touareg, car comme le blues, il a été créé dans l'exil et la souffrance. Les deux leaders du groupe sont Ibrahim ag Alhabib « Abraybone » et Abdellah ag Alhousseini « Abdallah », mais il faut considérer Tinariwen comme une grande famille d'artistes touareg, un mouvement culturel et un courant musical. Les Tinariwen ne constituent pas une formation figée, les artistes y participent à leur guise. Certains, comme Mohamed ag Itlal dit le « Japonais », contribuent au groupe avec leurs compositions, mais ne souhaitent pas prendre part aux tournées mondiales.

## Histoire

### Débuts
Formé officiellement en 1982 au Mali, par Ibrahim ag Alhabib, Alhassan ag Touhami et feu Intayaden, Taghreft Tinariwen, qui signifie en tamasheq, « l'édification des pays » (ou l’édification des terres), a joué un rôle important pendant la rébellion touarègue des années 1990, en diffusant des messages d'espoir et de résistance à leurs compatriotes. À l'origine, les trois amis jouent sur une guitare acoustique qu'ils se partagent, avant de rencontrer un orchestre de musiciens touaregs, les voix du Hoggar qui chantent en arabe[réf. nécessaire] et qui offrent à Ibrahim sa première guitare électrique. À Tamanrasset, ils donnent des concerts accompagnés de trois femmes. Après cette période d'exil en Algérie, Ibrahim, Intayeden, Alhassan rencontrent Abdellah ag Alhousseini, Kedhou ag Ossad, Mohammed (dit « Japonais ») dans les camps d'entraînement en Libye. Le groupe s'agrandit de ses nouveaux membres. Lorsqu'éclate la rébellion en 1990, ils rentrent au Mali les armes à la main et les guitares en bandoulière. Ils se retrouvent alors intégrés au Mouvement Populaire de l'Azawad sous le commandement d'Iyad Ag Ghali qui les aide à financer l'achat d'instruments de musique.
Avec la signature du Pacte national de 1992, et le retour de la paix, le groupe renonce officiellement à la lutte armée et se consacre à la diffusion de la culture touarègue grâce à leur musique et à des paroles évoquant autant l'amour du désert que les souffrances de leur peuple. Tinariwen joue alors dans des festivals au Mali et commence à se faire un nom. Ils enregistrent alors deux albums studio : le premier en 1992 à Abidjan et le second en 1993 à Bamako. Leur leader de 1993 à 1999 est Mohamed ag Ansar (dit « Manny ») devenu directeur du Festival au désert. C'est à cette même époque que des choristes intègrent le groupe, apportant une touche de féminité à ce groupe d'ex-rebelles, rappelant les tende, traditionnellement chantés lors des fêtes, dans les campements, par les femmes réunies autour d'une soliste. Parmi elles, la regrettée Wounou wallet Oumar, sœur de l'actuelle chanteuse Mina Wallet Oumar.

### Succès international (1998–2009)
Le groupe a composé de très nombreux morceaux, enregistrés sur des cassettes qui ont circulé dans le Sahara pendant la rébellion touarègue. En 1999, leur participation au Festival Toucouleur à Angers, sous le nom de Azawad, lance leur carrière en Europe.
Leur premier album The Radio Tisdas Sessions enregistré en deux jours à Kidal grâce à l'énergie solaire, par Justin Adams et les Lo'jo sort en 2000. Ibrahim, Abdallah, Keddhou, Japonais, Alhassan, Foy-Foy y participent. C'est avec Amassakoul édité en 2004, que leur renommée atteint une dimension internationale. La sortie de cet album est un réel succès, le groupe fait figure d'ambassadeur des Touaregs à travers le monde grâce à leurs tournées en Europe, aux États-Unis, au Canada, en Asie. Leur troisième album Aman Iman, paru en 2007, a confirmé la renommée du groupe puisqu'il a été, entre autres, disque d'argent en Grande-Bretagne. Tinariwen a également reçu le soutien de grands noms du rock tels Robert Plant de Led Zeppelin qui se joignit à eux lors d'un concert mémorable au Bataclan à Paris le 7 avril 2007.
Le cinéaste français Jérémie Reichenbach, a réalisé un film documentaire de 51 minutes, sur la naissance du groupe, Teshumara, les guitares de la rébellion touareg. Il replace cet avènement dans l'errance et l'exil du peuple touareg vécu à l'occasion du soulèvement des années 1990, et de la féroce répression du gouvernement malien de l'époque. Ce film a reçu en août, le grand prix 2006 du documentaire musical, de la SACEM. En 2007, le groupe signe la musique du court métrage Oni Ise Owo.

### Depuis les années 2010

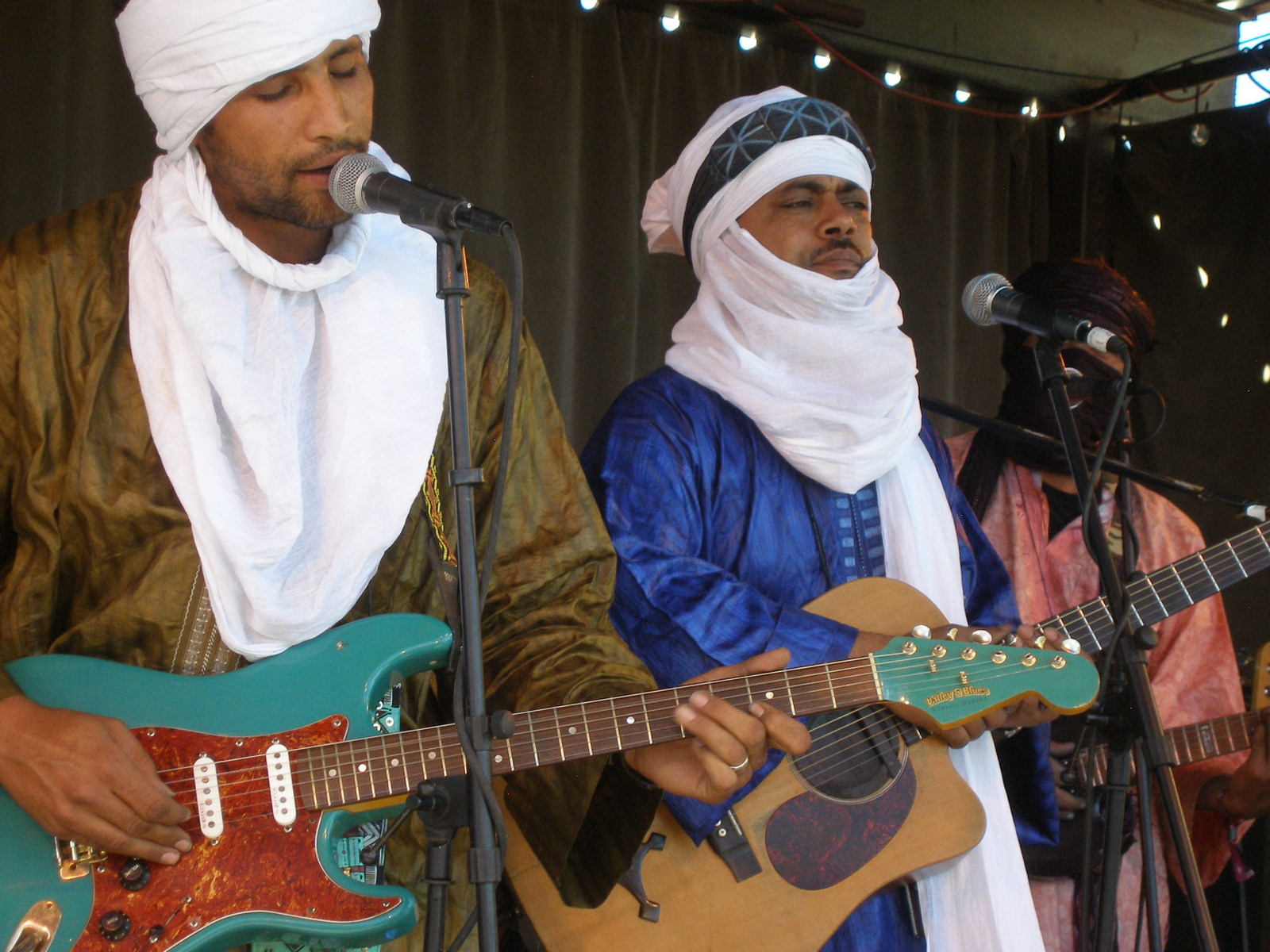
Tinariwen en 2011.

En 2010, les Tinariwen participent au concert d'ouverture de la Coupe du Monde de football en Afrique du Sud. Au début de l'année 2012, avec les mouvements insurrectionnels au Nord-Mali menés par le Mouvement national de libération de l'Azawad, Eyadou ag Leche – proche historiquement de ce mouvement dans lequel son père avait le rang de colonel – s'exprime dans un entretien à Libération : « Si on avait écouté nos textes, nous n'en serions pas là aujourd'hui. Nous sommes un peuple pacifique, mais nous n'acceptons pas qu'on marche sur nos têtes. Depuis cinquante ans, nous demandons des écoles pour nos enfants, des puits pour nos bêtes, le droit de pâturer sur notre territoire. En cinquante ans, nous n'avons rien obtenu. »
Le 30 juin 2012, ils font la première partie des Red Hot Chili Peppers au Stade de France. En janvier 2013, Abdallah ag Lamida (dit « Intidaw »), l'un des chanteurs du groupe, est fait prisonnier par des membres du groupe islamiste Ansar Dine, qui à la suite du conflit malien de 2012-2013 contrôle depuis le printemps 2012 le nord du pays, alors qu'il rend visite à sa famille dans son village natal de Tessalit. Il est relâché après une vingtaine de jours.
En 2016, le groupe retourne au parc national de Joshua Tree pour enregistrer des parties de leur septième album, Elwan, avec des enregistrements bonus en France et dans la colonie isolée de M'Hamid El Ghizlane, dans le sud du Maroc (siège du Festival Taragalte). L'album sort en 2017 et fait collaborer  Matt Sweeney, Kurt Vile, Mark Lanegan, et Alain Johannes. Tinariwen se lance ensuite dans une tournée américaine avec Dengue Fever en soutien. Le groupe effectue une tournée en Europe, en Asie, en Australie et en Nouvelle-Zélande jusqu'en 2018, avec une autre apparition au WOMADelaide. Après la tournée internationale, les Tinariwen ne retournent pas dans leur région d'origine, dans le nord du Mali, en raison de la violence sectaire continue et des menaces des militants islamistes. Le groupe part plutôt au Maroc et se lance dans un voyage de plusieurs mois à travers le Sahara occidental et la Mauritanie, collaborant avec des musiciens locaux à plusieurs arrêts en cours de route et écrivant des chansons tout en campant dans le désert.
Leur huitième album, Amadjar, est enregistré en extérieur avec un équipement mobile près de Nouakchott, en Mauritanie et sort en 2019. Amadjar présente des apparitions de Noura Mint Seymali, Micah Nelson, Cass McCombs, Stephen O'Malley, and Warren Ellis.
En 2022, Tinariwen lance un projet de réédition de plusieurs de leurs albums précédents dans de nouveaux formats ; la première sortie de ce type est l'album Kel Tinariwen, qui rassemble plusieurs des premiers enregistrements du groupe des années 1990. Leur neuvième album, Amatssou, est produit par Daniel Lanois et sort en mai 2023. Une autre tournée mondiale comprenait une représentation au Festival de Glastonbury,.

## Membres

### Musiciens de tournée
- Ibrahim ag Alhabib (« Abraybone ») – guitare, chant, composition.
- Abdellah ag Alhousseini (« Abdallah », « Catastrophe ») – guitare, chant, composition.
- Alhassane ag Touhami (« Abin-Abin » ou « Aharr », « Le lion du désert ») – guitare, chant, composition.
- Saïd ag Ayad – percussions, chœurs.
- Eyadou ag Leche – basse, guitare, chœurs, percussions, composition.
- Abdallah ag Lamida (« Intidao ») – guitare, chœurs, composition.
- Wounou wallet Sidati – chœurs, claps.
- Kesa wallet Hamid – chœurs, claps.
- Amar Chaoui – percussions.

### Autres membres
- Mohamed ag Itlal (« Japonais ») – guitare, chant, composition, présent sur les albums The Radio Tisdas Sessions et Aman Iman.
- Kedhou ag Ossad (« Khiwaj ») – guitare, chant, composition, présent sur l'album The Radio Tisdas Sessions.
- Mina wallet Oumar – chœurs, claps, elle a tourné avec le groupe jusqu'en juin 2007, présente sur les albums Amassakoul et Aman Iman.
- Elaga ag Hamid – guitare, chœurs, il a tourné avec le groupe jusque fin 2007, présent sur les albums Amassakoul et Aman Iman).
- Foy-Foy – guitare, chant, présent sur l'album The Radio Tisdas Sessions.
- Liya ag Ablil (« Diarra ») – guitare, chant, composition, présent sur l'album Imidiwan : Companions et sur Ténéré et Bamako.
- Sanou ag Ahmed, présent sur l'album Imidiwan : Companions.
- Sweiloum.

## Discographie

### Collaborations
- 2008 : Ishumar, musique touarègue de résistance, deux titres dont un inédit sur cette compilation.
- 2014 : participation à l'album Tell 'Em I'm Gone de Yusuf (Cat Stevens).

## Distinctions
- 2012 : prix du meilleur album dans la catégorie « Musiques du monde » aux Grammy Awards pour l'album Tassili[22].